# 巴斯克努
巴斯克努是毛里塔尼亚东南部的一个市镇，属东胡德省管辖，临近马里边境。根据毛里塔尼亚2013年的统计数据，巴斯克努共有居民10,561人。